# Dhapakhel
Dhapakhel es un pueblo ubicado en el distrito de Lalitpur, Nepal.

## Superficie
Cuenta con una superficie de 3,673 kilómetros cuadrados.

## Demografía
Hasta 2015 la población era de 13 951 habitantes, con una densidad de población de 3798 habitantes por kilómetro cuadrado. Con una población masculina y femenina de 7056 (50,6%) y 6894 (49,4%) respectivamente.
| Gráfica de evolución demográfica de Dhapakhel entre 1975 y 2015 |
|                                                                 |
| Datos según el Centro Común de Investigación.                   |